# Piedra de toque

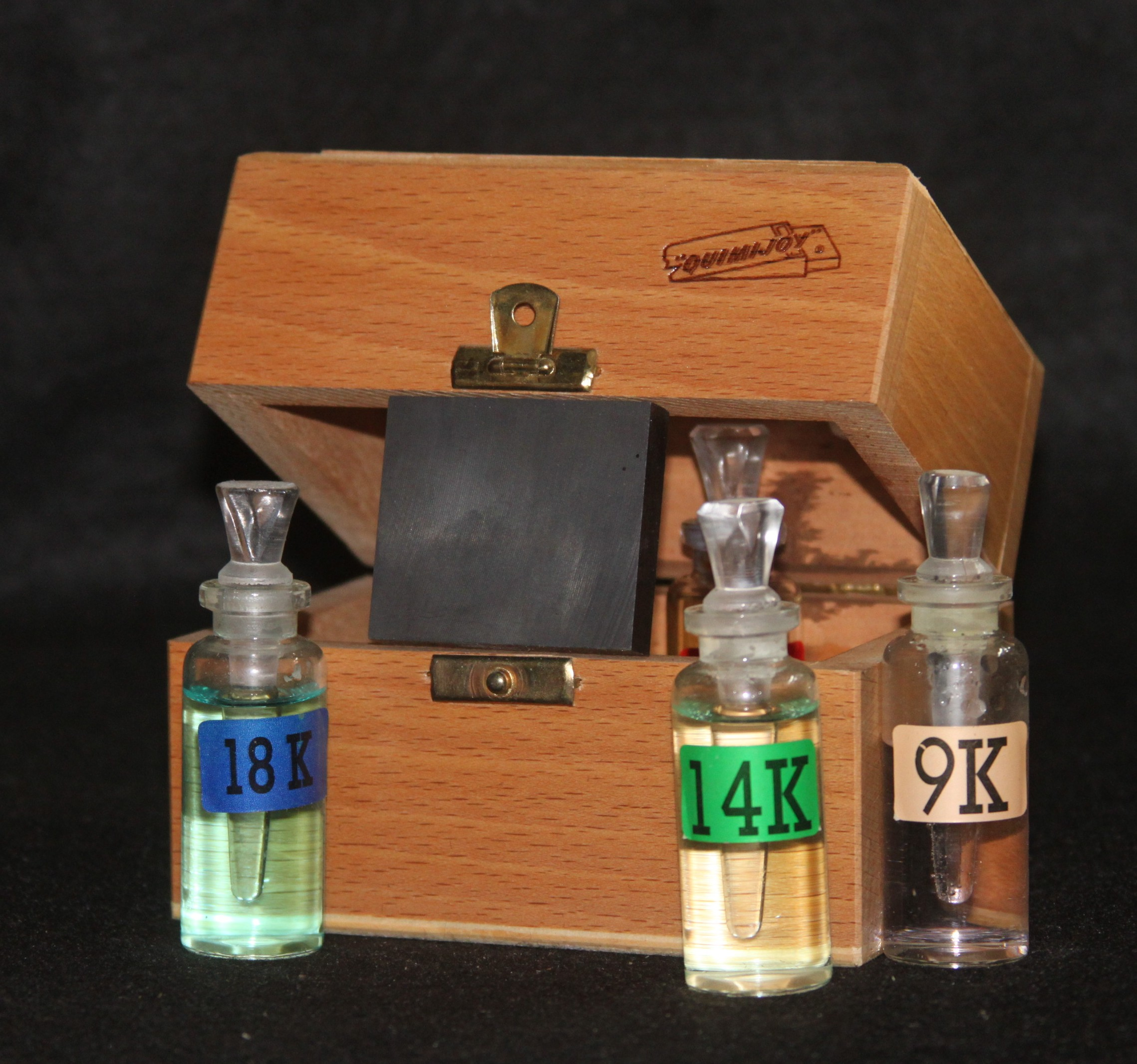
Estuche con piedra de toque

Se llama piedra de toque a la piedra que sirve para conocer la pureza de un material. Generalmente se utiliza para el oro, aunque también para la plata. 
La piedra de toque es una piedra dura de color oscuro compuesta por una mezcla de cuarzo amorfo con alúmina, cal, óxido de hierro, carbón y otras sustancias de grano fino y que no puede ser atacada por los ácidos. Estas cualidades la hacen adecuada para el ensayo de pureza de los metales. 
Cuando se quiere ensayar una alhaja de oro, se frota ligeramente en esta piedra hasta que haya producido una huella y después se vierte una gota de ácido nítrico. Si la alhaja es de oro puro, la huella no sufre alteración de ninguna especie pero si no es puro, el color de la huella indica la proporción en que está aleado.
En la antigua Grecia y en la civilización del Valle del Indo era empleada para conocer la pureza del oro. Se rayaba la piedra con piezas de diversas aleaciones de oro y cobre y el color de la rayadura dependía de la cantidad de oro que tuviese, de forma tal que cuando se necesitara saber el contenido de metal precioso de alguna pieza desconocida bastaba con rayar la piedra con ella y comparar el color de la rayadura con los producidos por las demás piezas.

### Sentido ampliado
El Diccionario de la lengua española refleja, en su segunda acepción, el sentido ampliado y figurado de «piedra de toque» como «aquello que permite calibrar el valor preciso de una cosa».
La expresión integra, así, el acervo popular en todas las lenguas para aludir a aquello que permite evidenciar el genuino valor de lo que se evalúa, máxime si su apariencia despertara dudas.